# Бен Багдикян
Бен Айк Багдикян (англ. Ben Haig Bagdikian; 26 січня 1920, Кахраманмараш, Османська імперія — 11 березня 2016, Берклі, Каліфорнія, США) — вірмено-американський вчений і публіцист, професор Вищої школи журналістики Каліфорнійського університету в Берклі, автор книги «Монополія засобів інформації» (The Media Monopoly, 1983).

## Біографія
Бен Багдикян народився в 1920 році в Мараші, в Османській імперії — сучасної Туреччини. Почавши працювати в 1941 році в якості репортера в газеті Morning Union (Спрінгфілд, штат Массачусетс), згодом став провідним журналістом США, працюючи в The Saturday Evening Post, The Washington Post, Fortune, Post публікуючи матеріали про гігантів нафтового бізнесу і отримавши Пулітцерівську премію.
Багдикян займався вивченням ЗМІ. Він зібрав багатий фактичний матеріал, який давав змогу аргументовано, з великим знанням справи характеризувати роль мас-медіа в суспільно-політичному житті США, вказувати на основні тенденції їх розвитку. Він велику увагу приділяв проблемі взаємодії ЗМІ з представниками влади, їх впливу на світогляд своєї аудиторії, а також пов'язаної з цим
відповідальності.
Бен Багдикян помер 11 березня 2016 року.
У фільмі Стівена Спілберга Секретне досьє Багдикяна зіграв Боб Оденкірк.

## Кар'єра

### The Washington Post
Багдикян почав працювати у The Washington Post у 1970 та згодом працював там помічником головного редактора,  а у 1972 — заступником омбудсмена новин, представляючи читачів.
В червні 1971 Багдикян, на той час перебуваючи на посаді заступника головного редактора відділу національних новин, зустрівся з Деніелом Елсбергом, військовим аналітиком, який передав йому 4000 сторінок Документів Пентагону, уривки з яких були почали публікуватися The New York Times за кілька днів до того (згодом публікація була зупинена федеральним судом.
Керівництво та юристи "The Washington Post" виступили проти, однак Багдикян виступав за публікацію документів, незважаючи на тиск адміністрації президента Ніксона з міркувань національної безпеки.  Багдикян знаменито заявив: «[єдиним] способом відстояти право на публікацію є публікація».
Перша частина документів була опублікована у  опублікована "The Washington Post" 18 червня 1971 року. Вільям Ренквіст зателефонував головному  редактору газети Бену Бредлі і погрожував йому переслідуванням, якщо "The Washington Post" не припинить публікацію документів. 30 червня 1971 року Верховний суд виніс рішення по справі New York Times проти Сполучених Штатів (6 голосами проти 3), що «для попередньої заборони уряд повинен надати достатньо доказів того, що публікація може спричинити «згубну і невиправну (англ. grave and irreparable) небезпеку».

## «Монополія засобів інформації»
Написана ним у 1982 році «Монополія засобів інформації» є однією з великих публікацій автора на цю тему. Властивий цій роботі живий стиль викладу, вміння в широкодоступній, яскравій формі, на великій кількості конкретних прикладів висвітлити різні аспекти функціонування того вельми складного соціального організму, яким є сучасні засоби масової інформації США, роблять книгу цікавою для широкого кола читачів.
Але справа, звичайно, не тільки у формі. Американські видавці 1982 року забезпечили книгу підзаголовком «Приголомшливий звіт про п'ятдесят корпорацій, які контролюють те, що бачить, чує і читає Америка». Це звичайно ж прояв певного стилю американських видавців, але «приголомшливі» тут висловлювання, оцінки діяльності американських ЗМІ, що представляють собою, що називається, свідчення з перших рук. Важливі висновки, до яких приходить автор — людина, що знає предмет свого аналізу зсередини.
|  | Світ стає більш динамічним, зміни відбуваються швидше і створюють нові проблеми, які вимагають нових рішень, виникає постійна необхідність у більш широких і різноманітних джерелах громадської інформації. Але відбувається якраз протилежне. |

Головний з висновків полягає в тому, що ЗМІ у США все більшою мірою перетворюються в інститут, що підриває корінні принципи демократії, що функціонує в інтересах вузької групи, а не широкої громадськості.
|  | Ми в Сполучених Штатах залежимо від наших засобів масової інформації, які повинні сигналізувати про „слабкість в нашому громадському порядку“. У 1921 році, коли судили Сакко і Ванцетті, газети не зуміли направити такий сигнал, хоча була проста можливість зробити це. У 1927 році, коли обвинувачені були страчені, значна частина преси змінила свою думку. Це не врятувало двох осіб, але прояснило дещо щодо мас-медіа. |

Одним з основних тез, висунутих у книзі, є твердження про якісно новий етап концентрації влади у сфері ЗМІ в США.
|  | Щоб висловити цю мінливу картину, їм слід діяти через основні сформовані інститути, причому ці інститути повинні бути різними. Найбільш важливими інститутами, що впливають на формування нашого уявлення про реальний соціальний світ є газети, журнали, радіо, телебачення, книги та кіно. У зв'язку з тим, що наші погляди на навколишній світ складаються під наполегливим впливом їхніх симпатій і антипатій, мені видається дуже важливим написати про них. |

Американські дослідники давно вже звернули увагу на процес неухильного зменшення числа незалежних джерел масової інформації і зосередження все більшої їх кількості в руках великих власників.
|  | Двадцять корпорацій контролюють більше половини з 61 мільйона щоденних газет, двадцять корпорацій отримують більше половини доходів від 11 тисячі журналів, три корпорації контролюють більшу частину доходів від телебачення, десять корпорацій здійснюють аналогічний контроль на радіо. |

Існувала на рубежі століть ситуація, коли житель майже будь-якого американського міста міг черпати відомості про події місцевого і загальнонаціонального характеру з газет, що належать різним людям, вже до середини нашого століття практично повністю змінилася. Жителі величезної більшості міст позбавлені такої можливості. Питома вага міст, що мають тільки одну газету (від загального числа міст з газетами), зросла до 79 % у 1945 році, а в 1954 році міста, що мають тільки одну газету або тільки одного видавця газет, склали 94 %.
|  | Це сталося не в результаті поганих намірів або змови. |

Писалося про те, що поряд зі скороченням числа міст, що мають конкуруючі газетні видання, зменшується і кількість газет в тих містах (як правило, великих), в яких ще зберігається газетна конкуренція (наприклад, Нью-Йорк).